# The Last Shadow Puppets
The Last Shadow Puppets – poboczny projekt muzyczny Alexa Turnera, lidera zespołu Arctic Monkeys i Milesa Kane'a, lidera The Rascals. Dołączył do nich perkusista i producent muzyczny James Ford, znany z Simian Mobile Disco.

## Historia
W kwietniu 2008 zespół nagrał album The Age Of Understatement. Brzmienie zespołu uzupełnia na płycie 22-osobowa London Metropolitan Orchestra pod batutą Owena Palletta.
W listopadzie 2015 James Ford potwierdził, że zespół zakończył pracę nad drugą płytą, która ukazała się 1 kwietnia 2016 pod tytułem Everything You've Come To Expect.
Zespół współpracował również z Alison Mosshart, wokalistką zespołu The Kills, przy piosence Paris Summer z singla My Mistakes Were Made for You.

## Dyskografia

### Albumy
- The Age of the Understatement (2008)
- Everything You've Come To Expect (2016)

### Single
| Nazwa                         | Rok  | Album                            |
| ----------------------------- | ---- | -------------------------------- |
| The Age of the Understatement | 2008 | The Age of the Understatement    |
| Standing Next to Me           | 2008 | The Age of the Understatement    |
| My Mistakes Were Made for You | 2008 | The Age of the Understatement    |
| Bad Habits                    | 2016 | Everything You've Come To Expect |
| Aviation                      | 2016 | Everything You've Come To Expect |

### Single promocyjne
| Nazwa                            | Rok  | Album                            |
| Everything You've Come To Expect | 2016 | Everything You've Come To Expect |
| Miracle Aligner                  | 2016 | Everything You've Come To Expect |